# Los doce abades de Challant
Los doce abades de Challant es una novela de Laura Mancinelli publicada en 1981 y ganadora del Premio Mondello en ese mismo año.
La historia está ambientada a finales del XIII en un castillo ubicado en las montañas del Valle de Aosta y dura un año, desde la muerte del viejo marqués hasta el incendio del castillo.

## Trama
Un señor feudal hereda un castillo con la cláusula de mantener obligación de castidad. Doce abades asumen la tarea de velar por el cumplimiento del compromiso, pero todos fueron desapareciendo en una sucesión de muertes misteriosas, víctimas de accidentes banales y emblemáticos.
Durante la novela hay muchos personajes, algunos aparecen en un solo capítulo (como el comerciante, el inventor, o el astrólogo) y otros regresan después de algún tiempo para una breve aparición (como el trovador y el filósofo). Cada uno de estos representa una clase social de la Edad Media.

## Personajes
- El duque Franchino de Mantova: es el protagonista de la historia junto con la marquesa. Rubio, delgado, de ojos azules. Perpetuamente enamorado, aunque no sabía amar. Celoso de todos los huéspedes del castillo que cortejaban a la marquesa Blanca de Challant.
- La marquesa Blanca de Challant: mujer muy bonita, amada por muchos, entre ellos el duque, el filósofo, el trovador y el abad Mistral.
- La Madonna Maravì: provenía de la dinastía Angevina de Nápoles. Tenía los cabellos cobrizos.